# Liesbeth Homans
Liesbeth Homans (ur. 17 lutego 1973 w Wilrijk) – belgijska i flamandzka polityk oraz samorządowiec, senator, minister w rządzie regionalnym, w 2019 minister-prezydent Regionu Flamandzkiego (premier Flandrii).

## Życiorys
Ukończyła historię na Katholieke Universiteit Leuven, a także studia podyplomowe ze stosunków międzynarodowych na Uniwersytecie w Antwerpii. Była związana z Unią Ludową, a w 2001 należała do założycieli Nowego Sojuszu Flamandzkiego. Pracowała jako członkini gabinetów politycznych regionalnych ministrów i asystentka parlamentarna Barta De Wevera.
W latach 2006–2009 była radną prowincji Antwerpia. W 2009, 2014, 2019 i 2024 wybierana do Parlamentu Flamandzkiego. Od 2010 do 2013 z ramienia tego gremium zasiadała w Senacie. W 2013 została radną Antwerpii, w latach 2013–2014 wchodziła w skład zarządu miasta.
W 2014 weszła w skład rządu regionalnego Flandrii jako minister spraw wewnętrznych, integracji, mieszkalnictwa, równych szans i zwalczania ubóstwa. W lipcu 2019 objęła stanowisko premiera tego regionu, gdy Geert Bourgeois zrezygnował w związku z wyborem do Europarlamentu. Pozostała jednocześnie na dotychczasowym stanowisku ministerialnym. Jej gabinet miał charakter przejściowy, urzędowała do czasu zakończenia negocjacji nad wyłonieniem nowej większości. Stanowisko premiera zajmowała do października 2019, przechodząc następnie na funkcję przewodniczącej Parlamentu Flamandzkiego, którą utrzymała również po wyborach w 2024.